# ميك غرينغر
ميك غرينغر (بالإنجليزية: Mick Granger)‏ هو لاعب كرة قدم بريطاني، ولد في 7 أكتوبر 1931 في ليدز في المملكة المتحدة، وتوفي في 6 نوفمبر 2016 في يورك في المملكة المتحدة بسبب مرض آلزهايمر. لعب مع نادي سكاربورو ونادي هاليفاكس تاون ونادي يورك سيتي وهال سيتي.